# نقدارا بوفاد آيا (قصيدة)
نقدارا بوفاد آيا هي قصيدة غزل قصيرة كتبها الشاعر الفارسي حافظ الشيرازي في القرن الرابع عشر. ورقمها 185 في طبعة القزويني الغاني من قصائد حافظ (1941). تشتهر القصيدة بلوحة مصغرة فارسية (منمنمة) رائعة تعود إلى عام 1585 م تصور المشهد.
في هذه القصيدة، ينصح حافظُ الزهّادَ والنُسّاكَ أن يهجروا طريقتهم في الزهد، وأن يسلكوا طريقَ الحبّ. يصف لذّة المعاشرة على أنغام الموسيقى، ويبيّن كيف يعجز المرء أمام فتنة المحبوب حين يستولي جماله على القلب. وفي البيت الأخير، يوصي الفقراء أن يجتنبوا صحبة الأغنياء، إذ لا رحمة في قلوبهم لهم، ولا شفقة على حالهم.
كُتبت هذه القصيدة بأسلوب يجعل من الصعب التمييز بين ما إذا كان حافظ يصف مشهدًا حقيقيًا من مشاهد العشق الجسدي، أم أنه يستخدم لغة رمزية ليجسّد بها نشوةً صوفية يعيشها السالك في طريقه إلى الاتحاد بالله.

## القصيدة
1

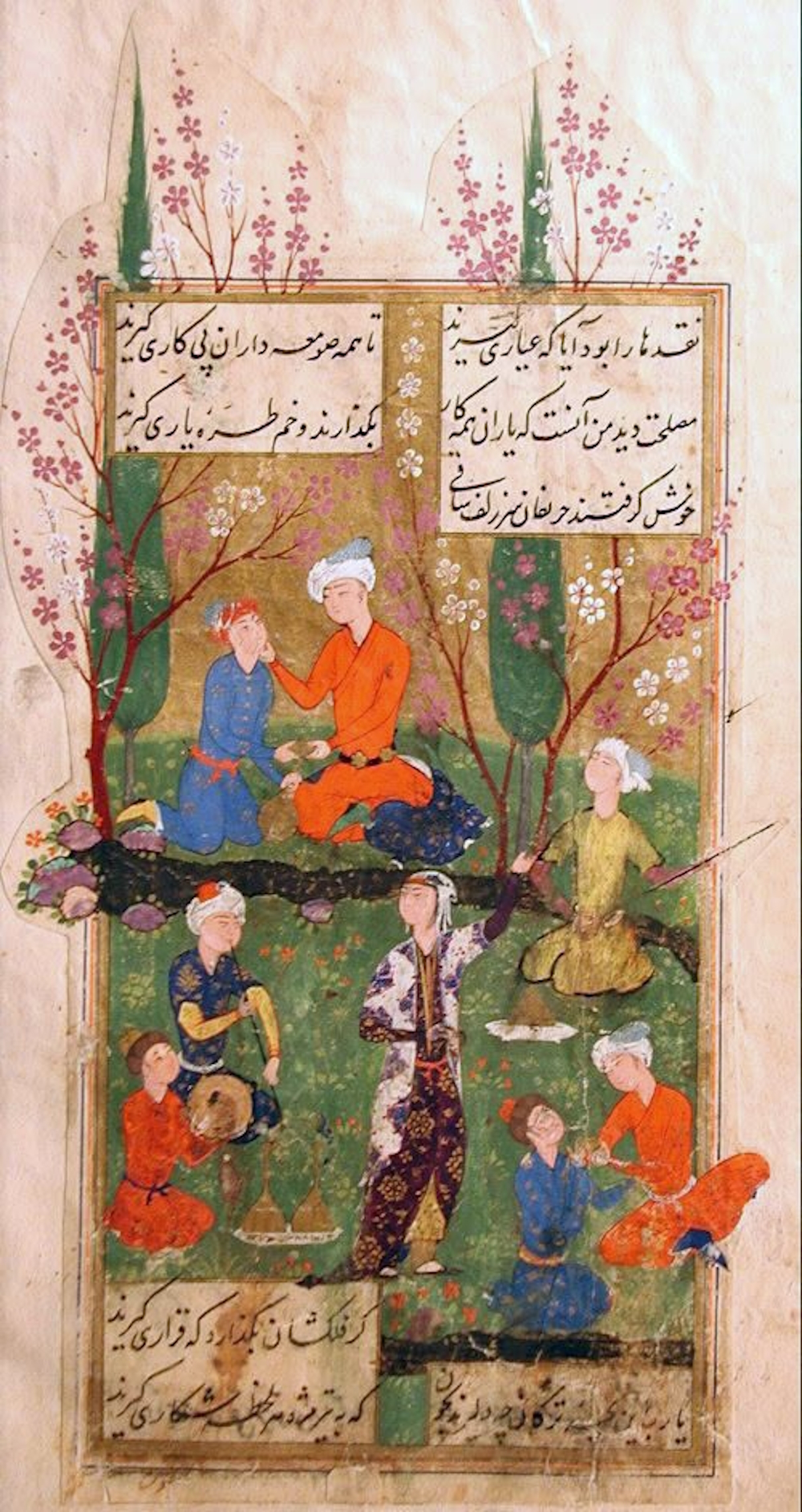
ديوان حافظ، منمنمة فارسية، 1585.

نقدها را بود آیا که عیاری گیرند
تا همه صومعه داران پی کاری گیرند
هل من الممكن أن يقوموا بتحليل العملات المعدنية؟
حتى يذهب جميع سكان الدير للبحث عن عمل؟
2
مصلحت دید من آن است که یاران همه کار
بگذارند و خم طره یاری گیرند
أفضل مسار في رأيي هو أن يتخلى الأصدقاء عن بعضهم البعض
كل العمل والاستيلاء على تجعيد الشعر من الحبيب!
3
خوش گرفتند حریفان سر زلف ساقی
گر فلکشان بگذارد که قراری گیرند
من الأفضل لرفاقنا أن يمسكوا بطرف شعر سكب الخمر المجعد،
إذا سمحت لهم السماء بالعثور على مكان غير مضطرب.
4
قوت بازوی پرهیز به خوبان مفروش
که در این خیل حصاری به سواری گیرند
لا تتفاخر أمام الوسيمين بقوة عزيمتك؛
حيث إنهم في هذه الفرقة يستولون على حصن بفارس واحد!
5
یا رب این بچه ترکان چه دلیرند به خون
که به تیر مژه هر لحظه شکاری گیرند
يا رب، كم هم شجعان هؤلاء الشباب الأتراك على سفك الدماء،
لأنهم يأسرون سجينًا في كل لحظة بسهم رمش!
6
رقص بر شعر تر و ناله نی خوش باشد
خاصه رقصی که در آن دست نگاری گیرند
الرقص على أنغام شعر  والنغمة الحزينة للناي ممتعة،
وخاصة الرقص الذي يمسكون فيه بيد امرأة جميلة.
7
حافظ ابنای زمان را غم مسکینان نیست
زین میان گر بتوان به که کناری گیرند
حافظ، أبناء هذا العصر ليس لديهم تعاطف مع الفقراء؛
ومن الأفضل، إن أمكن، أن يتجنب الفقراء الذهاب بينهم.

## قراءة إضافية
- كلارك، هـ. ويلبرفورس (1891). ديوان الحافظ ، المجلد اي بي 387 .
- لويس، فرانكلين (2002 / 2012). "حافظ الثامن: حافظ ورندي" . الموسوعة الإيرانية على الإنترنت .

## روابط خارجية
- حافظ، غزل 185. مع تلاوات سهيل قاسمي ومحسن ليل كوهي.
- غزلة 185 بتلاوة الموسوي القرمودي